# Hash (carne)

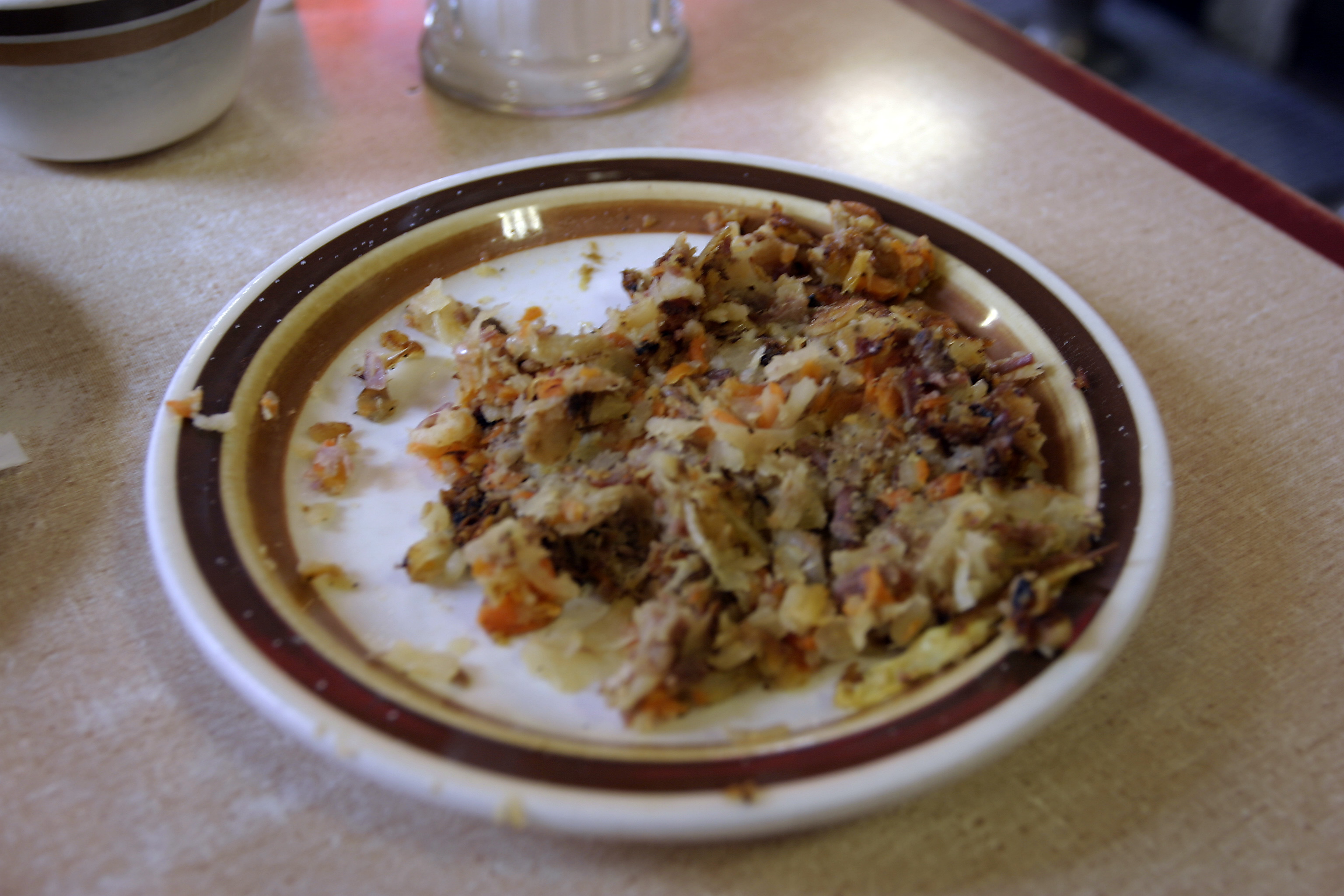
Un plato con hash de un roast beef.

El Hash o picadillo es un plato de carne picada procedente de un roast beef o incluso de un corned beef. Se prepara cocinando cebollas, patatas y diversas especias mezcladas junto con la carne, pasta chunky y otros ingredientes optativos.

## Variantes
En Dinamarca el hash es conocido en danés como biksemad (traducido como 'comida revuelta'), y se trata de un plato tradicional que se sirve con un huevo frito, salsa bearnesa, y encurtido de remolacha y kétchup. La carne suele ser generalmente de cerdo, y la mezcla de los alimentos se hace de tal forma que son distinguibles en el plato.